# Tom Glynn-Carney
Tom Glynn-Carney (Salford, 7 februari 1995) is een Britse acteur en zanger. Hij is vooral bekend van zijn bijrol in Christopher Nolans oorlogsfilm Dunkirk uit 2017 en zijn hoofdrol als Aegon Targaryen in de fantasy-televisieserie House of the Dragon.

## Loopbaan
Glynn-Carney studeerde aan de Canon Slade School in Bolton en studeerde vervolgens muziektheater aan het Pendleton College of Performing Arts. Daarna ging hij naar de Guildhall School of Music and Drama, waar hij acteren studeerde. Tijdens zijn studie nam hij deel aan professionele toneelbewerkingen van Peter Pan en Macbeth.
Zijn eerste ervaring op televisie was in 2013 toen hij een rol had in twee afleveringen van Casualty. Hij kreeg een hoofdrol in de BBC-militaire dramaserie The Last Post, gelanceerd als onderdeel van de inhoud van het nieuwe seizoen Herfst 2017 op BBC1. Hij speelt korporaal Tony Armstrong.
Vanaf april 2017 speelde Glynn-Carney als Shane Corcoran in het Jez Butterworth-toneelstuk The Ferryman dat opende in het Royal Court Theatre. Later verhuisde hij met de productie naar het West End in het Gielgud Theatre, en verliet de productie in oktober 2017. Glynn-Carney won de Emerging Talent Award op de Evening Standard Theatre Awards voor zijn optreden.
De eerste film van Glynn-Carney is het oorlogsdrama Dunkirk, geregisseerd door Christopher Nolan en uitgebracht in juli 2017. Hij speelt Peter, de zoon van de kleine bootkapitein die zeilde om Britse soldaten te redden uit de omsingelde stad Duinkerken. In maart 2022 werd hij aangekondigd voor de casting van de Game of Thrones-prequel, House of the Dragon. Hij speelt prins Aegon Targaryen.
Hij speelt ook in een indieband, Sleep Walking Animals, als leadzanger.

## Theater
| Jaar | Productie           | Rol            | Theater                                        |
| ---- | ------------------- | -------------- | ---------------------------------------------- |
| 2017 | The Ferryman        | Shane Corcoran | Royal Court Theatre / Gielgud Theatre (Londen) |
| 2018 | The Ferryman        | Shane Corcoran | Bernard B. Jacobs Theatre (New York)           |
| 2022 | The Glass Menagerie | Tom Wingfield  | Duke of York's Theatre (Londen)                |